# DC EP
DC EP はジョン・フルシアンテによる、2004年6月から2005年2月にかけての6連続アルバムリリースの第3作目である。
フガジのイアン・マッケイがプロデュースしている。
"Dissolve"のソロのために、同じくフガジのガイ・ピチョトーが、ジョン・フルシアンテに彼のマーシャル製のアンプとレスポール・ジュニアを貸している。
レコード盤ではA面に"And then the past"、B面には"I never see you"と刻まれていた。

## 収録曲
1. "Dissolve" – 4:27
2. "Goals" – 3:21
3. "A Corner" – 3:35
4. "Repeating" – 3:24

## 製作者
- ジョン・フルシアンテ　―　ボーカル, ギター, ベース, デザイン
- Jerry Busher　―　ドラム
- イアン・マッケイ　―　プロデューサー
- Don Zientara　―　エンジニア
- バーニー・グランドマン　―　マスタリング
- Lola Montes　―　写真撮影
- Mike Piscitelli　―　デザイン